# (13165) 1995 WS1
1995 دابليو أس 1 (ويعرف أيضًا باسم (13165) 1995 دابليو أس 1 وفق تسمية الكوكب الصغير) (بالإنجليزية: 1995 WS1)‏ هو كويكب ضمن حزام الكويكبات؛ وترتيبه 13165 من حيث الاكتشاف.
اكتُشف هذا الجُرم الفلكي بواسطة هيروشي كانيدا في 16 نوفمبر 1995.

## وصلات خارجية
- (13165) 1995 WS1 في قاعدة بيانات مختبر الدفع النفاث لأجرام النظام الشمسي الصغيرة

- الاكتشاف · مخطط المدار ·  العناصر المدارية · المعلمات المادية

- (13165) 1995 WS1 على موقع ويكي سكاي: DSS2, SDSS, GALEX, IRAS, Hydrogen α, X-Ray, Astrophoto, Sky Map, Articles and images